# Sac de Palerme

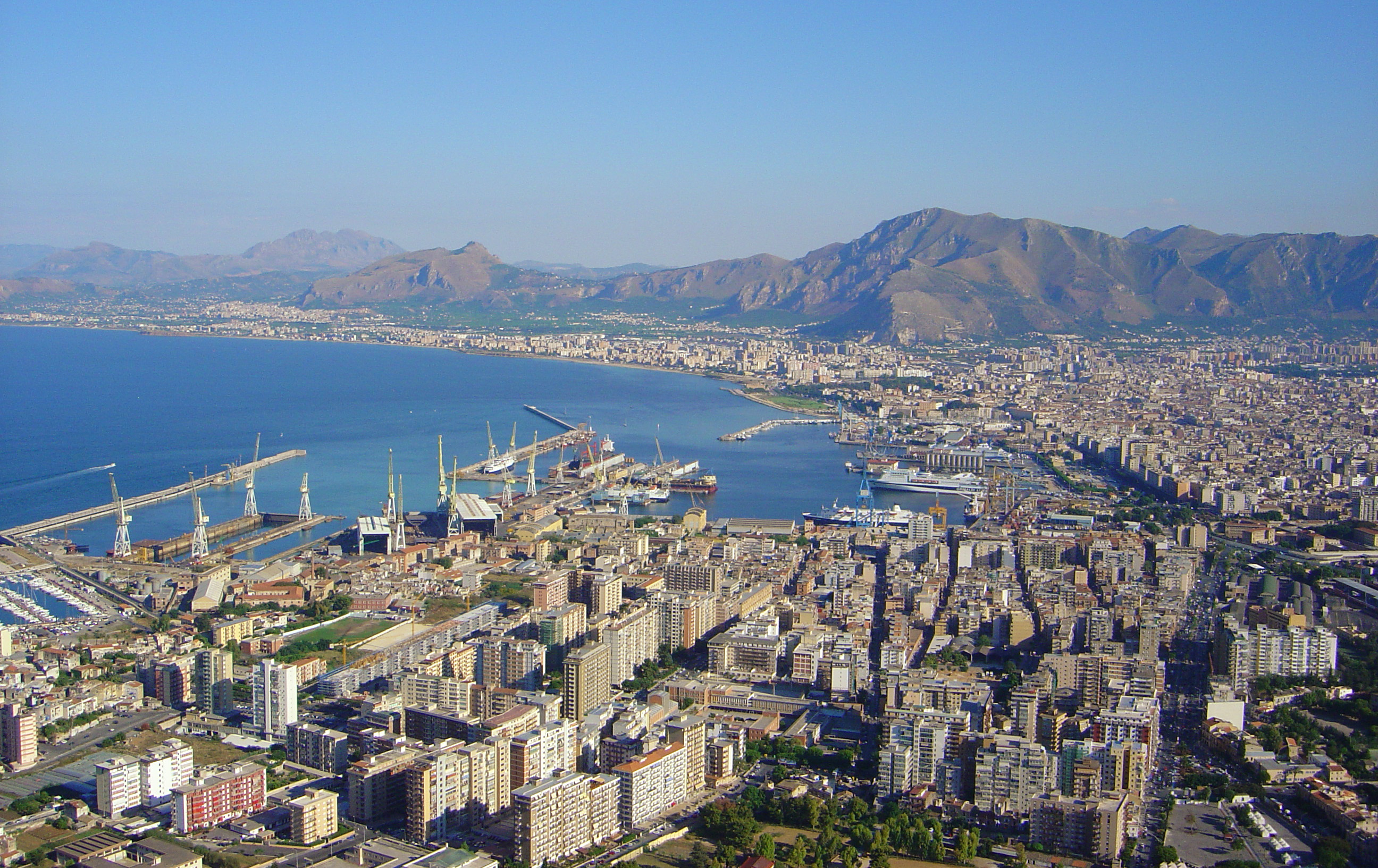
Vue de Palerme et de ses immeubles de l'après-guerre.

Le sac de Palerme est le terme populaire employé pour définir le « boom de la construction » allant des années 1950 au milieu des années 1980 qui a conduit à la destruction de la ceinture verte et des villas dont l'architecture était caractéristique de Palerme, pour faire place à des immeubles d'appartements sans caractère et de construction médiocre. Entre-temps, le centre historique de Palerme, gravement endommagé par les bombardements alliés en 1943, a été laissé à l'abandon. Les bombardements ont condamné près de 150 000 personnes à vivre dans des bidonvilles bondés, et même des grottes. 

## Contexte

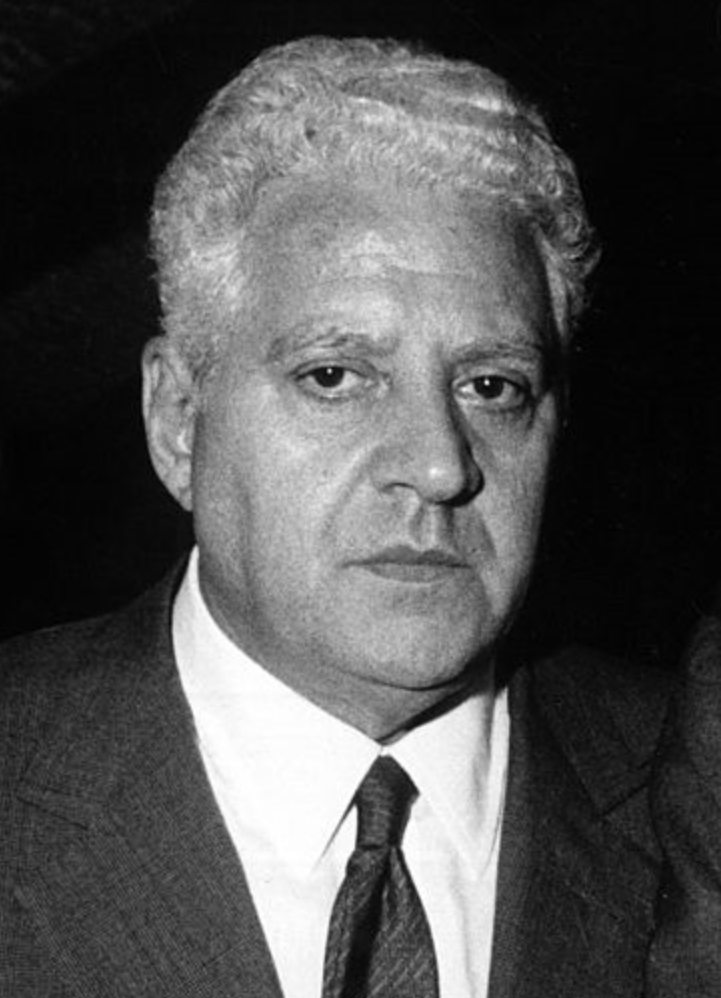
Salvatore Lima.

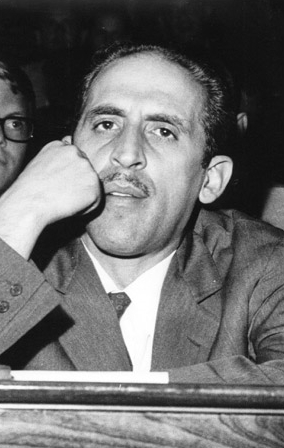
Vito Ciancimino.

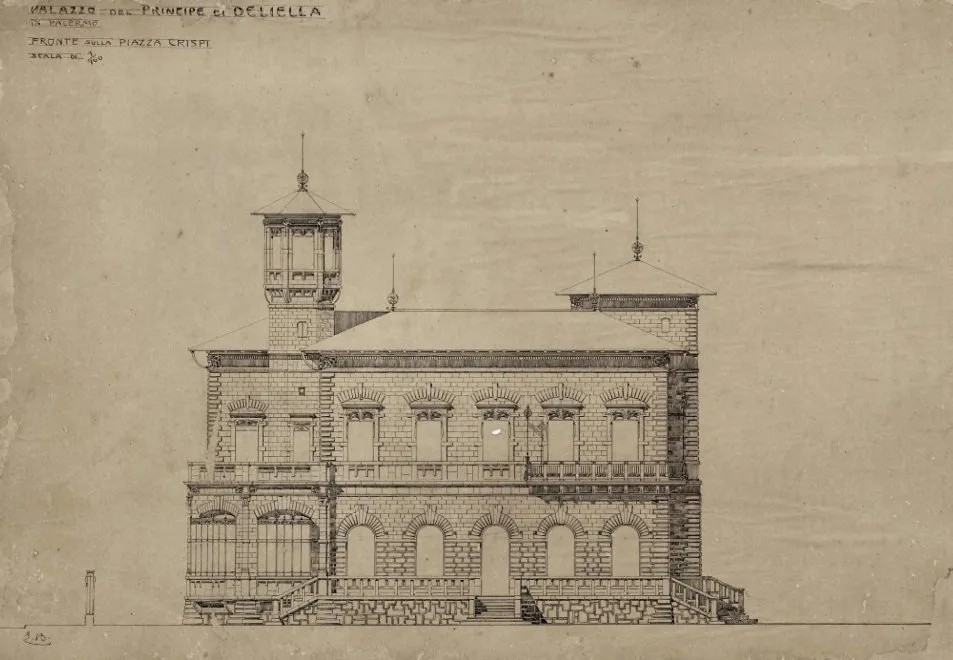
La villa Deliella, joyau style Art nouveau conçu par l'architecte Ernesto Basile, détruite en une nuit en 1959 pour laisser place à un projet immobilier.

Entre 1951 et 1961, la population de Palerme a augmenté de 100 000 habitants, fruit d'une urbanisation rapide de la Sicile après la Seconde Guerre mondiale, car la réforme agraire et la mécanisation de l'agriculture ont provoqué un exode massif des paysans. Les propriétaires ruraux ont déplacé leurs investissements dans l'immobilier urbain. Cela a conduit à un boom de la construction non réglementé des années 1950 au milieu des années 1980, caractérisé par une implication des mafiosi dans la spéculation immobilière et la construction.
Les années allant de 1957 à 1963 ont été le point culminant de la construction privée, suivie dans les 1970 et 1980 par les travaux publics. D'une population de 503 000 habitants en 1951, Palerme est passé à 709 000 en 1981, soit une augmentation de 41 %.
La décision politique est de se détourner de la restauration de la vieille ville au profit de la construction d'un « nouveau Palerme », d'abord concentré à l'extrémité nord, au-delà du quartier Art nouveau du XIXe siècle, puis dans d'autres zones à l'ouest et au sud s'étendant et effaçant les vergers, villas et hameaux de la Conca d'Oro accélérant la bétonisation,.
Les promoteurs immobiliers se sont déchaînés, poussant le centre de la ville le long de la  Viale della Liberta vers le nouvel aéroport de Punta Raisi. Avec des modifications de zonage rédigées à la hâte ou en violation de la loi, les constructeurs ont démoli d'innombrables palais Art déco et asphalté bon nombre des plus beaux parcs de la ville, transformant l'une des plus belles villes d'Europe en une forêt épaisse et disgracieuse d’immeubles de béton. La Villa Deliella, l'un des bâtiments les plus importants de l'architecte sicilien Ernesto Basile, a été rasée en pleine nuit, quelques heures avant que n’entre en vigueur sa protection au titre des lois de conservation du patrimoine.

## Participation de la mafia
Le point culminant du sac s'est produit lorsque le démocrate-chrétien Salvatore Lima a été maire de Palerme (1958-1963 et 1965-1968) avec comme assesseur Vito Ciancimino pour les travaux publics. En maitrisant les adjudications, ils ont soutenu des entrepreneurs de construction alliés de la mafia, comme le principal entrepreneur de construction de Palerme, Francesco Vassallo, un ancien conducteur de charrette, transportant du sable et de la pierre dans un quartier pauvre de Palerme. Vassallo était lié à des mafieux comme Angelo La Barbera et Tommaso Buscetta. En cinq ans, plus de 4 000 permis de construire ont été attribués, dont 2 500 au nom de trois retraités, des « faire valoir » qui n'avaient aucun lien avec la construction,.
Les promoteurs ayant des liens étroits avec la mafia employaient des moyens d'intimidation féroces envers les propriétaires récalcitrants ou pour faire aboutir leurs projets.
La Commission parlementaire antimafia a noté : 

« C'est à Palerme en particulier que le phénomène de la construction illégale a pris des dimensions telles qu'il ne devait y avoir aucun doute sur la pénétration insidieuse par la mafia de l'administration publique. Vers 1960, la direction administrative de la mairie de Palerme a atteint des sommets sans précédent de non-observation délibérée de la loi. »